# Lourenço Garro
Lourenço Garro (Tomar, cerca de 1560 - Ribeira Grande, 1 de novembro de 1646) foi um frei da Ordem de Cristo e prelado português da Igreja Católica, que serviu como bispo de Santiago de Cabo Verde e governador de Cabo Verde.

## Biografia
Nascido em Tomar por volta de 1560, sabe-se que se tornou membro da Ordem de Cristo, provavelmente por volta de 1605.
Foi ainda prior da Ordem e seu visitador. Era teólogo, foi também lente de prima na Universidade de Coimbra e escreveu a obra Isagoge moral em as matérias dos Sacramentos, editada pela primeira vez em 1620 e objeto de mais oito edições.
D. Frei Lourenço teve o seu nome apresentado ao Conselho de Estado para ser bispo de Santiago de Cabo Verde em 22 de novembro de 1624 e seu processo canônico iniciou em 14 de janeiro de 1625. Assim, em 25 de abril deste mesmo ano, D. Filipe III apresenta o seu nome ao Papa Urbano VIII, que, em Consistório secreto de 14 de agosto, confirma o seu nome. Partiu para a Sé não antes de setembro de 1626, tendo sido consagrado em fevereiro deste ano.
Caraterizou-se por uma vida modesta, beneficiando da estima dos seus diocesanos, colaborando com o Santo Ofício no combate a desvios doutrinais e à práticas tidas como escandalosas. Contudo, passou por dificuldades financeiras, chegando a vender a prataria da Diocese e a viver de esmolas, pois não compactuava nem participava do comércio de escravos na ilha. Durante o seu governo pastoral, enfrentou diversos problemas, como a chegada de missionários estrangeiros enviados pela Propaganda Fide, além da falta de pagamentos das côngruas, tanto as suas como as dos demais cargos do clero local, além da falta de religiosos em determinadas regiões do arquipélago, em especial, dos jesuítas.
Durante o seu período na ilha, aconteceu a Guerra da Restauração e D. João IV assume a Coroa Portuguesa, assim participou da sua aclamação nas ilhas em 1641, sendo que o novo rei encaminhou mensagem ao bispo neste mesmo ano. Também serviu como governador de Cabo Verde a partir de 7 de julho de 1645.
Faleceu em 1 de novembro de 1646, na cidade da Ribeira Grande.